# John Hospers
John Hospers (Pella, 9 de junho de 1918 – Los Angeles, 12 de junho de 2011) foi um filósofo e político norte-americano. Em 1972, tornou-se o primeiro candidato à Presidência dos Estados Unidos pelo Partido Libertário, sendo o único candidato de partido minoritário a receber um voto eleitoral na eleição daquele ano.

## Educação e carreira
Nascido em 9 de junho de 1918, na cidade de Pella, Iowa, John Hospers era filho de Dena Helena (Verhey) e de John De Gelder Hospers. Formou-se na Central College e obteve diploma de pós-graduação pela Universidade de Iowa e Universidade Columbia. Conduziu pesquisas, escreveu e ensinou nas áreas de filosofia, incluindo a estética e a ética. Deu aulas de filosofia na Brooklyn College e na Universidade do Sul da Califórnia, onde foi professor emérito e presidente do departamento de filosofia por vários anos.
Em 2002, a Liberty Fund de Indianápolis publicou um longo vídeo de uma hora sobre a vida, o trabalho e a filosofia de Hospers, como parte da sua série Classics of Liberty.

## Trabalhos
Seus livros incluem:
- Meaning and Truth in the Arts (1946)
- Introductory Readings in Aesthetics (1969)
- Artistic Expression (1971)
- Libertarianism – A Political Philosophy for Tomorrow (1971)
- Understanding the Arts (1982)
- Law and the Market (1985)
- Human Conduct (em sua 3ª edição, 1995)
- An Introduction to Philosophical Analysis (em sua 4ª edição, 1996).[6]

Hospers foi editor de três antologias e contribuiu com livros editados por outros autores. Escreveu mais de 100 artigos para jornais escolares e populares.
Também foi editor de The Personalist (1968–1982) e The Monist (1982–1992) e editor sênior da revista Liberty.

## Amizade com Ayn Rand
No período em que ensinava filosofia na Brooklyn College, Hospers interessou-se bastante pelo Objetivismo. Apareceu em shows de rádio com Ayn Rand e devotou considerável atenção as suas ideias em seu livro A Conduta Humana (Human Conduct). Segundo a biógrafa de Ayn Rand, Barbara Branden, Hospers encontrou Rand pela primeira vez quando ela discursava para o corpo estudantil na Brooklyn College. Tornaram-se amigos e tiveram longas conversas filosóficas. As discussões entre os dois contribuíram para a decisão dela de escrever sobre não ficção. Hospers considerou o livro A Revolta de Atlas (1957) um triunfo estético.  Embora tenha ficado convencido sobre a validade das visões morais e políticas de Ayn Rand, discordou nas questões de epistemologia, assunto das intensas trocas de correspondências entre eles.  Rand rompeu com Hospers depois que este a criticou na palestra sobre Arte como Sentido da Vida (Art as Sense of Life), que ela havia concedido em Harvard para a Sociedade Americana de Estética (ASA, na sigla em inglês).

## Candidatura presidencial de 1972
Na eleição presidencial dos Estados Unidos de 1972, Hospers e Tonie Nathan foram os primeiros indicados à presidência e vice-presidência, respectivamente, pelo recém-formado Partido Libertário. O partido estava mal-organizado e os dois candidatos obtiveram votos em apenas dois estados (Washington e Colorado), recebendo 3,674 de votos populares. Eles também conseguiram um voto eleitoral de um eleitor infiel, Roger MacBride — um republicano de Virgínia —, o que tornou Nathan a primeira mulher a obter um voto eleitoral em uma eleição presidencial do país.